# Taqarrub
Taqarrub, död 1024, var en egyptisk slav. 
Hon var personlig slav till al-Sayyida al-Aziziyya, den kristna (troligen bysantinsk-sicilianska) som i sin tur var favoriten bland fatimidernas kalif Al-Aziz Billah slavkonkubiner i fatimidernas harem.  När hennes ägare avled blev hon personlig slav till sin förra ägares dotter, kalifens favoritbarn prinsessan Sitt al-Mulk, som spelade en politisk roll efter sin fars död 996 och så småningom blev regent.  
Taqarrub var Sitt al-Mulks personliga vän och förtrogna och beskrivs som hennes gunstling. I egenskap av slavinna behövde hon inte följa muslimska kvinnors begränsade liv utan kunde fritt lämna haremet och röra sig i staden och mellan de olika kungliga palatsen. Hon använde sin rörelsefrihet för att agera spion, och beskrivs som chef för Sitt al-Mulks underrättelsetjänst. Under Sitt al-Mulks tid som regent, då hon ska ha blivit alltmer försiktig med vem hon släppte in i sin cirkel, var Taqarrub en av hennes få förtrogna. Genom sin ställning var hon en viktig figur vid hovet. Hon samlade ihop en ansenlig förmögenhet som gunstling. Som person beskrivs Taqarrub som noggrann, godmodig och med ett fint uppträdande. 
Hon begravdes i al-Qarafa. Hon testamenterade sin förmögenhet till sin kollega al-Maliha, en annan av Sitt al-Mulks slavar, men den konfiskerades av kronan.